# Egbert van der Poel
Pour les articles homonymes, voir Van der Poel.
Egbert van der Poel ou Egbert Lievensz. van der Poel (1621, Delft - 1664, Rotterdam) est un peintre néerlandais du siècle d'or.
Il est connu pour ses peintures de paysages.

## Biographie
Egbert van der Poel est né en 1621 à Delft et y est baptisé le 9 mars 1621.
Egbert van der Poel est le fils d'un orfèvre et le frère du peintre Adriaen Lievensz van der Poel. Il étudie la peinture auprès de Cornelis Saftleven. Il devient membre de la guilde de Saint-Luc de Delft le 17 octobre 1650. En 1651, il épouse Aeltgen Willems van Linschooten à Maassluis. L'artiste et son épouse ont quatre enfants, un fils et trois filles. Il est témoin de l'explosion de la poudrière de Delft le 12 octobre 1654. Une de ses filles est enterrée le 14 octobre 1654 à la Nieuwe Kerk de Delft. On ne sait pas si l'explosion est à l'origine de sa mort. Le peintre représente cet événement marquant et son impact sur la ville sur plusieurs de ses œuvres.
Il meurt en 1664 à Rotterdam et y est enterré le 19 juillet 1664.

## Œuvres
- Un incendie - Musée des Beaux-Arts d'Agen
- L'explosion de la poudrière de Delft[3], Rijksmuseum, Amsterdam
- Cage d'escalier dans une tour avec un homme descendant les escaliers: probablement le moment avant l'assassinat de Guillaume le Taciturne au Prinsenhof de Delft[4], Rijksmuseum, Amsterdam
- Intérieur d'une grange[5], Rijksmuseum, Amsterdam
- Marché nocturne de poissons[6], Rijksmuseum,  Amsterdam
- Marine, effet de lune, Musée de Grenoble
- Devant la ferme, Musée Comtadin-Duplessis, Carpentras